# Thüringer Stahlbau Erfurt
Der Thüringer Stahlbaus Erfurt war ein Unternehmen in Erfurt, das bis 1998 bestand.

## Geschichte
Der Vorgängerbetrieb des Thüringer Stahlbaus Erfurt, kurz TSE, wurde 1898 als Firma Ernst Pfeffer, Eisenhoch- und Brückenbau in Erfurt gegründet. Der Sitz des Unternehmens befand sich zunächst im Osten der Stadt Erfurt in der Weimarischen Straße. 1908 wurde die Firma von dort in den heutigen Erfurter Stadtteil Gispersleben verlegt. Nach Ende des Zweiten Weltkrieges kam Erfurt zunächst unter amerikanische Verwaltung. Der Betrieb bestand während dieser Zeit ohne nennenswerte Einschränkungen fort. Mit der Übernahme der Verwaltung durch die sowjetische Besatzung wurde am 5. Februar 1946 der bisherige Betrieb Pfeffer enteignet und unter Sequestrierung gestellt. Im weiteren Verlauf wurde der Betrieb der Sowjetunion übereignet und unter Leitung eines sowjetischen Generaldirektors am 8. August 1946 in eine Sowjetische Aktiengesellschaft umgewandelt. Am 1. März 1947 erfolgte jedoch bereits die Rückgabe des Betriebes an die Verwaltung des Landes Thüringen.
1964 erfolgte die Eingliederung des Betriebes in die VVB Bergbauausrüstung und Förderanlagen, bei der es sich um eine Vorläuferin des VEB Maschinenbaukombinates TAKRAF handelte. Bis zur Privatisierung blieb der VEB TSE Teil des TAKRAF-Kombinates.
Werkleiter bzw. Betriebsdirektoren waren
- Heinrich Marx (1947–1955)
- Friedrich Nowack (1955–1957)
- Horst Peters (1957–1958)
- Günter Mund (1958–1978)
- Günter Scheermann (1978–1980)
- Heinz Eisensee (1980–1990).[5]

Im Zuge des politischen Umbruchs in der ehemaligen DDR wurde der bisherige Volkseigene Betrieb im Jahr 1990 privatisiert. Die Werksleitung bzw. das Betriebsdirektorium wurden durch eine Geschäftsführung ersetzt und aus dem Volkseigenen Betrieb wurde eine GmbH. Als Geschäftsführer wurden bestellt:
- Helmut Stolle (1990 – 14. April 1994)
- Eberhard Heber (13. November 1991 bis Auflösung)[6]

Auf Grund der schlechten Auftragslage, die insbesondere auf einen Wegfall der osteuropäischen Märkte zurückzuführen war, stellte der Betrieb seine Produktion zum 31. Dezember 1992 ein und wurde in die Liquidation überführt. Kleinere Bereiche des Unternehmens wurden jedoch zunächst noch fortgeführt. So wurde z. B. die Ausbildungsabteilung noch bis 1994 weitergeführt, um den damaligen Auszubildenden zu ermöglichen, ihre Ausbildung zu beenden. Noch bis Ende der 1990er blieb auf dem Betriebsgelände im Auftrag des Liquidators ein Büro des Unternehmens geöffnet. 1998, im Jahr des 100. Firmenjubiläums, erlosch die Thüringer Stahlbau Erfurt durch Verschmelzung auf die Robotron Büromaschinenfabrik AG Sömmerda.

## Trivia
Obwohl der TSE in den Jahren seines Bestehens einer der größten Arbeitgeber im Erfurter Stadtteil Gispersleben war, finden sich heute nur noch wenige Hinweise auf den Betrieb. Lediglich der Name des Fußballplatzes in der Nähe des einstigen Betriebsgeländes, die Sportstätte der Stahlbauer, gibt noch einen Hinweis auf das Unternehmen. Die 1909 gegründete Sportstätte wurde nach einer Rekonstruktion im Juni 1984 als Sportanlage der Betriebssportgruppe des TSE unter dem neuen Namen eingeweiht.
Das einstige Betriebsgelände ist heute ein Gewerbepark mit einer Vielzahl privater Unternehmen, darunter auch ein Stahlhandel, der die Tradition des TSE zumindest im kleinen Rahmen fortführt. Obwohl es vereinzelt zum Abriss von nicht mehr benötigten Gebäudetrakten und Hallen kam, vermitteln die noch vorhandene Bausubstanz und die weiträumigen, teils brach liegenden Flächen noch heute ein gutes Bild der Größe des einstigen Unternehmens.
Das Unternehmen verfügte über einen 1967 eingerichteten Betriebskindergarten sowie über eine im Jahr 1974 eingerichtete betriebliche Zahnstation. Ein ehemaliger Stahlbauer, der Zahnmedizin studierte, behandelte fortan die Mitarbeiter des TSE.
Im Telefonbuch war das Unternehmen noch bis Ende der 1990er Jahre zu finden.